# قائمة قرارات مجلس الأمن التابع للأمم المتحدة لعام 1958
تتضمن قائمة قرارات مجلس الأمن التابع للأمم المتحدة لعام 1958 جميع القرارات الصادرة عن مجلس الأمن التابع للأمم المتحدة خلال العام 1958.

## القائمة
| رقم القرار | الرمز            | نص القرار                         | موضوع القرار                                       |
| ---------- | ---------------- | --------------------------------- | -------------------------------------------------- |
| 127        | S/RES/127 (1958) | نص الوثيقة على موقع الأمم المتحدة | مسألة فلسطين                                       |
| 128        | S/RES/128 (1958) | نص الوثيقة على موقع الأمم المتحدة | الشكوى المقدمة من لبنان                            |
| 129        | S/RES/129 (1958) | نص الوثيقة على موقع الأمم المتحدة | الشكوى المقدمة من لبنان - الشكوى المقدمة من الأردن |
| 130        | S/RES/130 (1958) | نص الوثيقة على موقع الأمم المتحدة | محكمة العدل الدولية                                |
| 131        | S/RES/131 (1958) | نص الوثيقة على موقع الأمم المتحدة | قبول أعضاء جدد في الأمم المتحدة: غينيا             |

## المرجع
1. ↑  "Security Council Resolutions" (بالإنجليزية). الأمم المتحدة. Archived from the original on 2018-10-22. Retrieved 22 شباط / فبراير 2017. {{استشهاد ويب}}: تحقق من التاريخ في: |تاريخ الوصول= (help)